# Championnat d'Égypte de football 1961-1962
Navigation
Saison précédente Saison suivante
La saison 1961-1962 du Championnat d'Égypte de football est la 12e édition du championnat de première division égyptien. Dix clubs égyptiens prennent part au championnat organisé par la fédération. Les équipes sont regroupées au sein d'une poule unique où elles rencontrent leurs adversaires deux fois, à domicile et à l'extérieur.
C'est le club d'Al Ahly SC, tenant du titre, qui remporte à nouveau la compétition, après avoir terminé en tête du classement final, avec trois points d'avance sur le Zamalek SC et quatre sur le Tersana SC. C'est le 11e titre de champion d'Égypte de l'histoire du club.
Le club de Ghazl El Mahallah ne prend pas part au championnat cette saison et est numériquement remplacé par le club d'Ittihad Alexandrie.

## Les clubs participants
| - Al Ahly SC - Tersana SC - Zamalek SC - Ittihad Suez - Ittihad Alexandrie | - Al-Qanah - Al Olympi - Al-Masry Club - Al Sekka Al Hadid - Tanta FC |

## Compétition

### Classement
Le classement est établi sur le barème de points classique (victoire à 2 points, match nul à 1, défaite à 0).
| Rang | Équipe             | Pts | J  | G  | N | P  | Bp | Bc | Diff |
| ---- | ------------------ | --- | -- | -- | - | -- | -- | -- | ---- |
| 1    | Al Ahly SC T       | 29  | 18 | 13 | 3 | 2  | 37 | 16 | +21  |
| 2    | Zamalek SC C       | 26  | 18 | 12 | 2 | 4  | 35 | 15 | +20  |
| 3    | Tersana SC         | 25  | 18 | 12 | 1 | 5  | 36 | 21 | +15  |
| 4    | Al-Qanah           | 24  | 18 | 11 | 2 | 5  | 36 | 20 | +16  |
| 5    | Al-Masry Club      | 16  | 18 | 5  | 6 | 7  | 29 | 32 | -3   |
| 6    | Ittihad Suez       | 16  | 18 | 7  | 2 | 9  | 24 | 27 | -3   |
| 7    | Ittihad Alexandrie | 13  | 18 | 5  | 3 | 10 | 23 | 42 | -19  |
| 8    | Tanta FC           | 12  | 18 | 4  | 4 | 10 | 16 | 28 | -12  |
| 9    | Al Olympi          | 11  | 18 | 3  | 5 | 10 | 21 | 39 | -18  |
| 10   | Al Sekka Al Hadid  | 8   | 18 | 1  | 6 | 11 | 17 | 34 | -17  |

| Légende : Qualifications et relégations | Légende : Qualifications et relégations                |
| --------------------------------------- | ------------------------------------------------------ |
|                                         | Champion d'Égypte 1961-1962                            |
|                                         | T : Tenant du titre C : Vainqueur de la Coupe d'Égypte |

## Bilan de la saison
| Championnat d'Égypte de football 1961-1962 |                        |
| Champion                                   | Al Ahly SC (11e titre) |
| Coupes et trophées                         |                        |
| Vainqueur de la Coupe d'Égypte 1961-1962   | Zamalek SC             |
| Promotions et relégations                  |                        |
| Promus en Egyptian Premier League          | Aucun                  |
| Relégués en Egyptian Second League         | Aucun                  |